# Убивашка
Убивашка (англ. Hit-girl), настоящее имя — Минди МакКриди (англ. Mindy MacCready) — персонаж комиксов «Мордобой» (англ. Kick-ass), созданных Марком Милларом и Джон Ромитой-младшим, в разное время выпускавшихся Marvel Comics (под импринтом Icon) и Image Comics. Впервые появилась в третьем номере комикса, также является второстепенным персонажем в фильмах «Пипец» и «Пипец-2».

## Личность
Убивашка фанатично предана своему делу, ставшему для неё смыслом жизни. Даже воссоединившись со своей матерью и наконец, обретя полноценную жизнь маленькой девочки, она не потеряла тягу к героизму в её понимании. Школа и подружки наводили на неё уныние. Художник Джон Ромита-младший так прокомментировал персонажа:

Я думаю, что могло произойти, чтобы маленькая девочка стала такой сильной? И я сравнил (отца девочки) с родителями, которые превращают своих детей в супер спортсменов. Даже против их воли. Они становятся безвольными спортсменами, почти полностью. И это их ожесточает. Здесь это проявилось схожим образом.

Убивашка противопоставляется Пипцу, неловкому дилетанту в деле супергероизма, в то время как она — настоящий профессионал.

## Вымышленная биография
Детство Минди не было похоже на беззаботную жизнь её ровесниц. В то время как другие девочки ещё играли в куклы и ходили в школу, она проводила будни в жёстких тренировках с отцом, после которых они отправлялись устранять криминальные элементы с тела общества.
Главный герой комикса «Пипец» (англ. Kick-Ass), Дейв Лизевски по просьбе одной женщины из интернета отправляется на квартиру к её парню Эдди Ломасу, дабы уговорить его отстать от неё. Эдди приходит в ярость и натравливает своих головорезов на героя. Пипец некоторое время сопротивляется, однако силы слишком неравны. Неожиданно появляется маленькая девочка в костюме супергероини и спасает жизнь незадачливого Дейва, играючи расправляясь с бандитами, включая подружку Эдди — Майю, перед убийством язвительно отозвавшись на её мольбы о пощаде. Со словами «Нам надо держаться вместе, Пипец», девочка удирает в окно. Дейв преследует её, пока она не перепрыгивает с одного здания на другое, где её ожидал человек в маске и плаще.
По словам отца Минди, Большого Папочки (в других переводах — Папаня), бывшего полицейского, засадил в тюрьму его напарник по ложному обвинению, а жена с горя убила себя. В тюрьме Папаня начал планировать месть. Выйдя на свободу, он взял дочь на «воспитание». Они путешествовали от штата к штату, учиняя расправу над преступными элементами, и повсюду Папаня таскал загадочный чемодан, содержимое которого было тайной даже для дочери. Когда девочке исполнилось одиннадцать лет они добрались до Нью-Йорка, где, по словам Папани, была штаб-квартира того самого гангстера Джона Дженовезе. Однако в городе контрастов они узнали о подростке выдающим себя за супергероя. Здесь-то и начинается завязка сюжета истории.

## Силы и способности
Как и все остальные персонажи комикса, Убивашка не обладает сверхчеловеческими способностями. Все её боевые навыки основаны на физической силе и тренировках. Несмотря на юный возраст, девочка владеет восточными боевыми искусствами, виртуозно стреляет, знакома с техникой и тактикой спецвойск.

## Вне комиксов

### В играх
- Убивашка была одним из играбельных персонажей в игре Kick-Ass: The Game. В игре, в отличие от фильма, если играть за Пипца или Папаню — бандиты похитят её вместе с Папаней или вместе с Пипцом — если играть за Папаню. В отличие от фильма, все три супергероя — Пипец, Убивашка и Папаня — ближе к финалу выживают[5].
- Убивашка появляется лишь в катсценах из комиксов, связывается с Пипцом по телефону, появляется на кладбище, где она просто болтает и стоит на месте, не идя за Пипцом и появляется в виде избитой и раненой на предфинальном уровне в сражении против Маза-Раши в игре Kick-Ass 2. Убивашка не является играбельным персонажем игры.

### В кино
- В апреле 2010 года вышел фильм «Пипец». Роль Минди исполнила Хлоя Морец. В фильме персонаж не переработан и не отличается от оригинала.
- В 2013 году вышло продолжение первого фильма — «Пипец-2». Роль в фильме вновь исполнила Хлоя Морец.
- В 2015 году пошли слухи о приквеле к первому Пипцу, сольному фильму про Убивашку[6], дабы раскрыть её детство с Папаней[7]. В июне 2015 года Мэттью Вон обсудил возможность перезагрузки франшизы «Пипец» в жанре «приключенческий фильм» для Убивашки и Папани, чтобы оживить интерес к франшизе. Он заявил:

Если все получится, то это станет утешением для людей, которым не понравился «Пипец 2», и тогда мы сможем пойти еще дальше и сделать «Пипец 3». Я думаю мы просто обязаны сделать этот приквел, чтобы вернуть любовь, которую мы получили после первого «Пипца».
Оригинальный текст (англ.)If we make that, hopefully that will be the sorbet for the people that didn't like Kick-Ass 2 and then we can go off and make Kick-Ass 3. I think we've got to do this prequel to regain the love that we had with Kick-Ass.
— Мэттью Вон

## Критика
Хотя Убивашка и вызывала восторг среди фанатов-ровесников, некоторые семьи и прочие взрослые ругали данного персонажа, в исполнении актрисы в возрасте 11 лет, которая убивает взрослых, тем самым подавая другим детям — плохой пример.